# Jekatierina Jefriemienkowa
Jekatierina Olegowna Jefriemienkowa (ros. Екатерина Олеговна Ефременкова; ur. 31 grudnia 1997 w Czelabińsku) – rosyjska łyżwiarka szybkia specjalizująca się w short tracku, olimpijka z Pjongczangu 2018 i z Pekinu 2022, mistrzyni Europy i wicemistrzyni świata.

## Wyniki

### Igrzyska olimpijskie
| Rok  | Gospodarz  | 500 m | 1000 m | 1500 m | sztafeta kobiet | sztafeta mieszana |
| ---- | ---------- | ----- | ------ | ------ | --------------- | ----------------- |
| 2018 | Pjongczang | —     | 10     | —      | 5               | —                 |
| 2022 | Pekin      | 25    | 12     | 33     | 7               | 7                 |

### Mistrzostwa świata
| Rok  | Gospodarz | 500 m | 1000 m | 1500 m | wielobój | sztafeta |
| ---- | --------- | ----- | ------ | ------ | -------- | -------- |
| 2016 | Seul      | —     | —      | —      | —        | 03 !     |
| 2017 | Rotterdam | —     | —      | —      | —        | 6        |
| 2018 | Montreal  | 24    | 14     | 16     | 18       | 7        |
| 2019 | Sofia     | 13    | 11     | 7      | 15       | 02 !     |
| 2021 | Dordrecht | 14    | 6      | 9      | 9        | 4        |

### Mistrzostwa Europy
| Rok  | Gospodarz | 500 m | 1000 m | 1500 m | wielobój | sztafeta |
| ---- | --------- | ----- | ------ | ------ | -------- | -------- |
| 2018 | Drezno    | 12    | 7      | 5      | 10       | 01 !     |
| 2019 | Dordrecht | 11    | 5      | 13     | 10       | 02 !     |
| 2020 | Debreczyn | 20    | 8      | 4      | 5        | 03 !     |
| 2021 | Gdańsk    | 4     | 4      | 8      | 4        | 4        |

### Mistrzostwa świata juniorów
| Rok  | Gospodarz | wielobój | sztafeta |
| ---- | --------- | -------- | -------- |
| 2017 | Innsbruck | 8        | 02 !     |